# Чмерковський Валентин Олександрович
Чмерковський Валентин «Вал» Олександрович (нар. 24 березня 1986, Одеса, УРСР, СРСР) — американський професійний танцюрист українського походження, найбільш відомий своїми виступами на американській версії «Танців з зірками», де він перемагав тричі. Чмерковський є дворазовим чемпіоном світу з латиноамериканських танців (юніори та молодь) і 14-разовим чемпіоном США з латиноамериканських танців.

## Раннє життя та кар'єра
Чмерковський народився в українському місті Одеса, що перебувало на той час у складі СРСР. Його батьки — Олександр «Саша» Чмерковський і Лариса Чмерковська. Його старший брат, Максим Чмерковський (1980), також є професійним танцюристом, який з'являється на шоу «Танці з зірками». Його батько — єврей, а мати — християнка.
У 1994 році родина переїхала до США. У 1996 році Максим і Саша відкрили молодіжну танцювальну студію в Нью-Джерсі, одним із студентів якої був Валентин. У 2001 році Валентин і його партнерка Діана Олонецька, яким на той момент було по 15 років, стали першою американською танцювальною командою, яка виграла титул чемпіона світу серед юніорів.
Чмерковський є співвласником дев'яти студій танців під брендом «Dance With Me». Шість знаходяться в агломерації Нью-Йорка (Глен-Рок і Форт-Лі в Нью-Джерсі; Глен-Коув, Сохо і Мідтаун в Нью-Йорку і Стемфорд в Коннектикуті). Три інші студії розташовані в Саутлейку і Зе-Вудлендсі, штат Техас, і Саммерліні, штат Невада. Раніше одна була у Шерман-Оксі, Каліфорнія, але з тих пір змінила власника.

## «Танці з зірками»
Чмерковський вперше з'явився у 2 сезоні, 10 лютого 2006 року, як учень свого брата під час 6 тижня. Студентами були: Валентин і Валерія Кожарінова, Сергій Оник і Мішель Глазаров, Борис Леокумович і Ніколь Волинець. Пари виконали два номери.
Потім Валентин знову з'явився на шоу результатів 4 сезону 8 травня 2007 року. Він знявся в танцювальному поєдинку проти свого брата Максима Чмерковського.
Чмерковський з'явився на шоу результатів 10 сезону 6 квітня 2010 року. Він виконував танцювальний номер на тему кантрі-вестерну разом зі своїм братом Максимом, Едітою Слівінською та Сніжаною Петровою.
Він з'явився на шоу результатів сезону 11 5 жовтня 2010 року, провівши музично-танцювальний поєдинок проти Марка Балласа. Виконуючи пісню «Toxic» Брітні Спірс, Вел грав на скрипці і танцював з Лейсі Швіммер.
У 13 сезоні партнером Чмерковського стала модель і актриса Елізабетта Каналіс. Вони вилетіли другими, посівши 11 місце.
У 14 сезоні партнером Чмерковського стала комік і ведуча ток-шоу Шеррі Шеферд. На рок-тижні (4-му тижні) Танців з зірками вони були третьою парою, яка вилетіла, посівши 10-е місце.
Чмерковський танцював як професійний партнер у 15 сезоні з переможницею 1 сезону Келлі Монако. У фіналі сезону вони посіли третє місце.
У 16 сезоні Чмерковський співпрацював із зіркою серіалу Disney Channel «Потанцюймо» Зендеєю. 21 травня Зендея і Вал посіли друге місце після пари Дерека Хафа і Келлі Піклер.
У 17 сезоні він виступав у парі з актрисою кіно та телебачення Елізабет Берклі. Незважаючи на високі бали, вони вибули на 9 тижні, посівши шосте місце.
У 18 сезоні він виступав у парі з актрисою та письменницею Данікою Маккеллар. Вони вибули на 8-му тижні та посіли шосте місце.
У 19 сезоні він був у парі з актрисою «Милих ошуканок» Джанель Перріш. Вони дійшли до фіналу і посіли третє місце.
У 20 сезоні він був у парі з актрисою та співачкою Румер Вілліс. 19 травня 2015 року Вілліс і Чмерковський стали переможцями, що стало першою перемогою Чмерковського.
У 21 сезоні він був партнером R&B співачки та зірки реаліті-шоу Тамар Брекстон. 11 листопада 2015 року Брекстон повідомила, що їй довелося знятися з конкурсу через проблеми зі здоров'ям.
У 22 сезоні він був партнером метеорологині Джинджер Зі. Пара дійшла до фіналу, але в підсумку посіла третє місце.
У сезоні 23 він був партнером олімпійської художньої гімнастки Лорі Ернандес. 22 листопада Ернандес і Чмерковський виграли титул, заробивши Чмерковському другий дзеркальний м'яч.
У сезоні 24 він був партнером Нормані, учасниці гурту Fifth Harmony . Вони пройшли до фіналу і посіли третє місце.
У 25 сезоні він був партнером колишньої паралімпійської плавчині Вікторії Арлен. Вони дійшли до півфіналу на 9-му тижні, але потім вилетіли, посівши п'яте місце.
Чмерковський не повернувся в 26 сезоні, але заявив, що він повернеться в 27 сезоні, де він був у парі з актрисою Ненсі Маккеон. Вони були третьою парою, яка вилетіла, посівши 11 місце.
У 28 сезоні він повернувся і спочатку був у парі з моделлю та актрисою Крісті Брінклі. Однак за п'ять днів до прем'єри вона знялася з конкурсу через перелом руки, отриманий на репетиціях. У результаті, на заміну прийшла дочка Брінклі, модель Сейлор Брінклі-Кук. Незважаючи на постійні високі бали, пара несподівано вилетіла на 6-му тижні та зайняла дев'яте місце.
У 29 сезоні він був у парі з тренером із чирлідингу та зіркою реаліті-шоу Монікою Алдамою. Вони вилетіли на сьомому тижні та посіли сьоме місце.
У 30 сезоні він був партнером інфлюенсерки Олівії Джейд. Вони вилетіли на 8-му тижні та посіли восьме місце.
У 31 сезоні він був партнером зірки шоу «Холостячка» Габбі Вінді. Вони дійшли до фіналу та посіли друге місце після пари Чарлі Д'амеліо та Марка Балласа.
У 32 сезоні він був партнером актриси Сочіл Гомес. 5 грудня Гомес і Чмерковський виграли титул, забезпечивши Чмерковському його третій дзеркальний м'яч.
| Сезон | Партнерка          | Місце | Середній бал |
| ----- | ------------------ | ----- | ------------ |
| 13    | Елізабетта Каналіс | 11    | 18.0         |
| 14    | Шеррі Шеферд       | 10    | 22.8         |
| 15    | Келлі Монако       | 3     | 26.8         |
| 16    | Зендея             | 2     | 27.3         |
| 17    | Елізабет Берклі    | 6     | 26.5         |
| 18    | Даніка Маккеллар   | 6     | 26.3         |
| 19    | Джанель Перріш     | 3     | 27.4         |
| 20    | Румер Вілліс       | 1     | 27.8         |
| 21    | Тамар Брекстон     | 5     | 25.4         |
| 22    | Джинджер Зі        | 3     | 26.3         |
| 23    | Лорі Ернандес      | 1     | 27.7         |
| 24    | Нормані            | 3     | 27.5         |
| 25    | Вікторія Арлен     | 5     | 24.9         |
| 27    | Ненсі Маккеон      | 11    | 20.4         |
| 28    | Сейлор Брінклі-Кук | 9     | 22.2         |
| 29    | Моніка Алдама      | 10    | 22.1         |
| 30    | Олівія Джейд       | 8     | 25.0         |
| 31    | Габбі Вінді        | 2     | 27.5         |
| 32    | Сочіл Гомес        | 1     | 27.3         |
| 33    | Федра Паркс        | 8     | 21.8         |

### Цікаві факти
- За збігом обставин, «Вал» отримав такий самий результат у перших чотирьох сезонах «Танців з зірками», як і його старший брат Максим у перших чотирьох сезонах шоу: вилетів перед фіналом у своїх перших двох сезонах, третє місце у своєму третьому та посів друге місце у своєму четвертому сезоні.
- Вал поділяє рекорд, який спочатку встановив Марк Баллас[en], — у нього найбільше зіркових партнерів (4), які ніколи не набрали менше 8 балів від жодного судді. Він також єдиний професіонал, який три сезони поспіль не набрав менше восьми (16, 17, 18) із Зендеєю, Елізабет Берклі Лорен і Данікою Маккеллар[en].
- Вал і його партнерка по 19-у сезону Джанель Перріш утримують рекорд за найранішу ідеальну оцінку, отримавши її протягом тижня 3 (з ними зрівнялися Бетані Мота[en] і Дерек Хаф[en] пізніше в тому ж шоу та Хуан Пабло Ді Пейс[es] і Шеріл Берк[en] у сезоні 27). Йому також належить рекорд за кількістю перших ідеальних балів з числом 8: Зендея (сезон 16), Елізабет Берклі (сезон 17), Джанель Перріш (сезон 19), Румер Вілліс (сезон 20), Джинджер Зі[en] (сезон 22), Лорі Ернандес (сезон 23), Габбі Вінді[en] (сезон 31) і Сочіл Гомес (сезон 32).

## Особисте життя
У 2015 році у Чмерковського почалися стосунки з колегою-танцюристкою по «Танцях з зірками» Дженною Джонсон. У 2017 році він підтвердив, що вони з Джонсон знову зустрічаються. 15 червня 2018 року пара поділилася своїми заручинами в Instagram. Вони одружилися 13 квітня 2019 року. 15 липня 2022 року Чмерковський і Джонсон оголосили, що вона вагітна і має народити первістка в січні 2023 року. 10 січня 2023 року у них народився син Роум Валентин Чмерковський.